# Cyathura bentotae
Cyathura bentotae är en kräftdjursart som beskrevs av Müller 1991. Cyathura bentotae ingår i släktet Cyathura och familjen Anthuridae. Inga underarter finns listade i Catalogue of Life.